# Fort Saint George
|  | Per a altres significats, vegeu «Fort Saint George (desambiguació)». |

Fort St George (conegut també com a White Town en oposició a la Black Town fora del fort) fou una fortalesa britànica a l'Índia, nucli central del que després fou la ciutat de Madras i avui la moderna Chennai capital de Tamil Nadu.
El fort es va construir en una primera fase entre 1639 i 1641, i es va acabar el dia 23 d'abril de 1641 i es va dir Fort Saint George en honor de Sant Jordi patró d'Anglaterra. Per la seva història vegeu Chennai.
La fortalesa era una posició fortificada amb muralles de sis metres d'altura. Fou conquerida pels francesos el 1746 (la van conservar tres anys) i atacada més tard durant dos mesos també pels francesos (desembre de 1658 a febrer de 1659) sense èxit.
Modernament va esdevenir la seu del govern i de l'Assemblea Legislativa de l'estat de Madras, des de 1969 estat de Tamil Nadu. Hi ha un petit quarter militar i un museu decorat amb canons de Tipu Sultan i una gran estàtua de Tipu i un servidor seu a l'entrada. Dins del fort destaquen l'església de Santa Mary (St. Mary) l'església anglicana més antiga de l'Índia (1678-1680). Edifici notable és la Casa Wellesley, amb retrats dels governadors i alts oficials, que rep el nom de Richard Wellesley, governador general de l'Índia, germà del duc de Wellington.